# Hemiphileurus deslislesi
Hemiphileurus deslislesi är en skalbaggsart som beskrevs av Brett C.Ratcliffe 2001. Hemiphileurus deslislesi ingår i släktet Hemiphileurus och familjen Dynastidae. Inga underarter finns listade i Catalogue of Life.